# 電子神童
《電子神童》，是從1978年到1983年於連載的日本漫畫。當時在「小學一年生」「小學二年生」「小學三年級」「小學四年級」「小學五年級」「小學六年級」連載。1982年，由SHIN-EI動畫製作的動畫片，在日本電視台播放。

## 概要
第一部以電視遊戲作為題材的劃時代漫畫。